# Riverlea
Riverlea és una població dels Estats Units a l'estat d'Ohio. Segons el cens del 2000 tenia 499 habitants.

## Demografia
Segons el cens del 2000, Riverlea tenia 499 habitants, 229 habitatges, i 149 famílies. La densitat de població era de 1.204,2 habitants/km².
Dels 229 habitatges en un 26,2% hi vivien nens de menys de 18 anys, en un 54,1% hi vivien parelles casades, en un 7,9% dones solteres, i en un 34,9% no eren unitats familiars. En el 30,1% dels habitatges hi vivien persones soles l'11,4% de les quals corresponia a persones de 65 anys o més que vivien soles. El nombre mitjà de persones vivint en cada habitatge era de 2,18 i el nombre mitjà de persones que vivien en cada família era de 2,7.
Per edats la població es repartia de la següent manera: un 20,8% tenia menys de 18 anys, un 1,8% entre 18 i 24, un 23,6% entre 25 i 44, un 34,5% de 45 a 60 i un 19,2% 65 anys o més.
L'edat mediana era de 47 anys. Per cada 100 dones de 18 o més anys hi havia 80,4 homes.
La renda mediana per habitatge era de 94.737 $ i la renda mediana per família de 106.743 $. Els homes tenien una renda mediana de 71.750 $ mentre que les dones 47.000 $. La renda per capita de la població era de 49.374 $. Cap de les famílies i el 0,8% de la població estaven per davall del llindar de pobresa.

## Poblacions més properes
El següent diagrama mostra les poblacions més properes.